# Élections parlementaires italiennes de 1963
Les élections parlementaires italiennes de 1963 (en italien : Elezioni politiche italiane del 1963) ont eu lieu le 28 avril 1963.

## Enjeux
Les deux principaux partis envisagent un maintien de leurs positions : les démocrates chrétiens misent sur leurs quinze ans de domination politique et administrative et sur le soutien de l’Église, pour conserver leur supériorité électorale ; les communistes, moins virulents dans leurs discours, moins optimistes dans leurs déclarations, moins internationalistes dans leurs positionnements, cherchent à tirer avantage des scandales qui éclaboussent la majorité sortante pour conserver leurs 140 députés à la Chambre.
L'électorat du centre-gauche est disputé par deux soutiens à l'ouverture de la DC, les socio-démocrates de Giuseppe Saragat, déjà alliés de la DC et qui espèrent 9 % des voix, face aux socialistes nenniens qui souhaitent atteindre 18 % des suffrages et entrer au  gouvernement  en s'éloignant des communistes, ce qui provoque des divisions internes au parti.
À droite, le parti libéral en difficulté aux élections de 1958 vise 8 % des voix et une quarantaine de députés, pendant que le Mouvement social italien compte maintenir son nombre de députés. Les monarchistes sont en perte de vitesse et le Parti républicain aspire à conserver ses positions dans ses quelques bastions.
Les prédictions sont rendues difficiles par les conséquences incertaines de l'ouverture politique de Jean XXIII, les préférences électorales inconnues des 2 millions de jeunes appelés à voter pour la première fois, l'impact des immigrations intérieures entre le Sud et le Nord et les effets de l’inflation et des mouvements sociaux qu'à connus l'Italie en 1962. Enfin, l'installation des missiles balistiques Polaris et la présence de sous-marins atomiques américains dans la Méditerranée divisent l'opinion publique.

## Partis et chefs de file
| Parti | Parti                                                  | Idéologie               | Chef de file      |
| ----- | ------------------------------------------------------ | ----------------------- | ----------------- |
|       | Démocratie chrétienne (DC)                             | Démocratie chrétienne   | Aldo Moro         |
|       | Parti communiste italien (PCI)                         | Communisme              | Palmiro Togliatti |
|       | Parti socialiste italien (PSI)                         | Socialisme démocratique | Pietro Nenni      |
|       | Parti libéral italien (PLI)                            | Libéral-conservatisme   | Giovanni Malagodi |
|       | Parti social-démocrate italien (PSDI)                  | Social-démocratie       | Giuseppe Saragat  |
|       | Mouvement social italien (MSI)                         | Néofascisme             | Arturo Michelini  |
|       | Parti démocratique italien d'unité monarchiste (PDIUM) | Conservatisme           | Alfredo Covelli   |
|       | Parti républicain italien (PRI)                        | Social-libéralisme      | Oronzo Reale      |

## Résultats
Par rapport à 1958, la démocratie chrétienne perd environ 755 000 voix, les monarchistes 900 000. Les autres partis en gagnent : les communistes 1 060 000, les libéraux 1 090 000, les socialistes démocratiques 529 045, les néofascistes 161 652, les nennistes 45 189.
Confirmant ses résultats depuis plusieurs instructions, le PCI (2,6 pts par rapport à 1958) progressent dans toutes les régions italiennes, un peu Campanie (+0,5 pt), et dans le Haut-Adige (+0,6 pt), fortement en Ombrie (+8,4 pts), dans le Latium (+ 4,9 pts), dans les Marches (+4,3 pts), le Piémont (+4,2 pts), l’Émilie (+ 4 pts), la Ligurie (+ 3,9 pts). Il semble profiter de l'afflux d'ouvriers du sud dans l'Italie du Nord et de l'influence des émigrés ailleurs en Europe, mais aussi de le mécontentement des petits exploitants des Marches et de l'Ombrie, alimenté par le report de réformes du monde agricole et les scandales de gestion de la Confédération des agriculteurs directs (Coldiretti), mais aussi de l'implantation locale du parti.
Le parti libéral gagne 5,5 points en Ligurie, 4,6 en Lombardie, 6,1 pts au Piémont.
En miroir, la démocratie chrétienne perd 7,6 pts en Ligurie, 5,5 pts au Piémont, 5,2 pts en Lombardie, 5,1 pts dans les Marches, 4 pts dans le Latium. Elle ne progresse que dans les provinces de Rovigo (+ 0,2), Aquila (+ 3,1) et Brindisi (+ 1,7). 40 % des moins de vingt-cinq ans, ne votant que pour les députés, ont privilégié ce parti. 
Au Val d'Aoste, l'Union valdôtaine, soutenue par les communistes et les nennistes, a remporté les deux sièges accordés à la région, l'un à la Chambre, l'autre au Sénat.
Le groupe parlementaire démocrate chrétien comprend une soixantaine de représentants des tendances de droite, une centaine de modérés autour du secrétaire général Aldo Moro, et une centaine de fanfaniens. Les nouveaux élus de la D.C. sont en général des syndicalistes ou des membres de l'appareil du parti.
Le groupe parlementaire socialiste de la Chambre comprend 56 partisans d'une autonomie vis-à-vis du PCI, contre 31 partisans de l'alliance avec le PCI, et celui du Sénat 34 autonomistes contre 10 pro-communistes. Par le vote préférentiel, les électeurs socialistes ont indiqué leur adhésion à une coalition gouvernementale avec le centre.
Le mauvais score de la DC, et celui du PSI (qui augmente en nombre de voix mais baisse en proportion), face aux gains du PLI et du PCI qui a fait campagne contre la « trahison » socialiste , apparaît comme un désaveu pour la coalition de centre gauche. Moro tente de former un gouvernement soutenu par la DC, le PSI, le PSDI et le PRI. Nenni prône l'abstention, mais il est désavoué dans la nuit du 16 au 17 juin, par une partie des autonomistes de son comité directeur, emmenée par Lombardi avec Giolitti, Codignola, Zagari, Santi et Jacometti, en l'absence d'engagement sur une réforme sur l'urbanisme et face à la volonté d'aider davantage l'école privée. Giovanni Leone forme un cabinet purement démocrate chrétien, jusqu'à la constitution du gouvernement Moro I.

### Chambre des députés
| Parti                                  | Parti                                          | Voix       | %     | Sièges | +/-        |
| -------------------------------------- | ---------------------------------------------- | ---------- | ----- | ------ | ---------- |
|                                        | Démocratie chrétienne                          | 11 773 182 | 38,28 | 260    | 13         |
|                                        | Parti communiste italien                       | 7 767 601  | 25,26 | 166    | 16         |
|                                        | Parti socialiste italien                       | 4 255 836  | 13,84 | 87     | 3          |
|                                        | Parti libéral italien                          | 2 144 270  | 6,97  | 39     | 22         |
|                                        | Parti social-démocrate italien                 | 1 876 271  | 6,10  | 33     | 11         |
|                                        | Mouvement social italien                       | 1 570 282  | 5,11  | 27     | 3          |
|                                        | Parti démocratique italien d'unité monarchiste | 536 948    | 1,75  | 8      | 17         |
|                                        | Parti républicain italien                      | 420 213    | 1,37  | 6      | stagnation |
|                                        | Südtiroler Volkspartei                         | 135 457    | 0,44  | 3      | stagnation |
|                                        | Concentration unité rurale                     | 92 209     | 0,30  | 0      | stagnation |
|                                        | Parti autonome des retraités d’Italie          | 87 655     | 0,29  | 0      |            |
|                                        | Union valdôtaine                               | 31 844     | 0,10  | 1      | stagnation |
|                                        | Autres                                         | 61 103     | 0,19  | 0      |            |
| Votes invalides/blancs                 | Votes invalides/blancs                         | 1 013 138  |       |        |            |
| Total                                  | Total                                          | 31 766 009 | 100   | 630    | 34         |
| Électeurs enregistrés/participation    | Électeurs enregistrés/participation            | 34 199 184 | 92,89 |        |            |
| Source : Ministère de l'Intérieur (it) |                                                |            |       |        |            |

### Sénat de la République
| Parti                                  | Parti                                          | Voix       | %     | Sièges | +/-        |
| -------------------------------------- | ---------------------------------------------- | ---------- | ----- | ------ | ---------- |
|                                        | Démocratie chrétienne                          | 10 017 975 | 36,47 | 129    | 6          |
|                                        | Parti communiste italien                       | 6 933 310  | 25,24 | 84     | 25         |
|                                        | Parti socialiste italien                       | 3 849 495  | 14,01 | 44     | 9          |
|                                        | Parti libéral italien                          | 2 043 323  | 7,44  | 18     | 14         |
|                                        | Parti social-démocrate italien                 | 1 743 870  | 6,35  | 14     | 9          |
|                                        | Mouvement social italien                       | 1 458 917  | 5,31  | 14     | 6          |
|                                        | Parti démocratique italien d'unité monarchiste | 429 412    | 1,56  | 2      | 5          |
|                                        | Parti républicain italien                      | 223 350    | 0,81  | 0      | stagnation |
|                                        | MSI - PDIUM                                    | 212 381    | 0,77  | 1      | 1          |
|                                        | DC - PRI                                       | 199 805    | 0,73  | 4      | stagnation |
|                                        | Südtiroler Volkspartei                         | 112 023    | 0,41  | 2      | stagnation |
|                                        | Concentration unité rurale                     | 58 064     | 0,21  | 0      | stagnation |
|                                        | Parti chrétien socialiste autonomiste          | 43 355     | 0,16  | 1      | 1          |
|                                        | Parti sarde d'action                           | 34 954     | 0,13  | 0      | stagnation |
|                                        | Union valdôtaine                               | 29 510     | 0,11  | 1      | 1          |
|                                        | Autres                                         | 79 558     | 0,29  | 0      | stagnation |
| Votes invalides/blancs                 | Votes invalides/blancs                         | 2 273 406  |       |        |            |
| Total                                  | Total                                          | 28 872 052 | 100   | 315    | 69         |
| Électeurs enregistrés/participation    | Électeurs enregistrés/participation            | 31 019 233 | 93,00 |        |            |
| Source : Ministère de l'Intérieur (it) |                                                |            |       |        |            |